# Lijst van publicaties van The Simpsons
Dit is een lijst van publicaties gebaseerd op de animatieserie The Simpsons.

## Boeken
- Bart Simpson's Guide to Life
- The Simpsons Xmas Book (een boekversie van de aflevering "Simpsons Roasting on an Open Fire")
- The Simpsons Guide to Springfield
- The Simpsons Uncensored Family Album
- The Simpsons Songbook
- Cartooning With The Simpsons

- Complete Guides:
  - The Simpsons: A Complete Guide to Our Favorite Family (afleveringengids voor de korte filmpjes en seizoenen 1–8) ISBN 0-06-095252-0.
  - The Simpsons Forever!: A Complete Guide to Our Favorite Family ...Continued (afleveringengids voor seizoenen 9 en 10) ISBN 0-06-098763-4
  - The Simpsons Beyond Forever!: A Complete Guide to Our Favorite Family ...Still Continued: (afleveringengids voor de seizoenen 11 en 12) ISBN 0-06-050592-3
  - The Simpsons One Step Beyond Forever!: A Complete Guide to Our Favorite Family ...Continued Yet Again (afleveringengids voor seizoenen 13 en 14) ISBN 0-06-081754-2

- The Simpsons Library of Wisdom
  - The Homer Book
  - The Bart Book
  - The Ralph Wiggum Book
  - Comic Book Guy's Book Of Pop Culture
  - The Lisa Book
  - The Krusty Book
  - Ned Flanders' Book of Faith
  - The Book of Moe

- Ongeautoriseerde/onofficiële boeken
  - The Gospel According to The Simpsons: The Spiritual Life of the World's Most Animated Family
  - The Gospel According to the Simpsons: Leaders Guide for Group Study
  - Planet Simpson: How a Cartoon Masterpiece Documented an Era and Defined a Generation
  - The Simpsons and Philosophy: The D'oh! of Homer

## Strips
Sinds 1993 zijn er vele Simpsons strips gepubliceerd door Bongo Comics.
- Simpsons Comics and Stories (1993)
- Simpsons Comics (1993–heden)
- Bartman (1993–1995)
- Itchy & Scratchy Comics (1993–1994)
- Radioactive Man (1994–heden)
- Krusty Comics (1995)
- Lisa Comics (1995)
- Bart Simpson's Treehouse of Horror (1995–heden)
- Bart Simpson Comics (2000–heden)
- Futurama/Simpsons Infinitely Secret Crossover Crisis (2002)

## DVDs en videos
Veel afleveringen van de serie zijn uitgegeven op dvd en vhs in de loop der jaren. De dvd van seizoen 1 kwam uit in 2001, en werd de best verkochte tv-dvd van dat jaar.
De dvd’s zijn uitgegeven in Noord-Amerika (regio 1), Europa (regio 2) en Australië/Nieuw-Zeeland (regio 4).
Box sets
- The Complete First Season (Regio 1: 25 september 2001 / Regio 2: 24 september 2001 / Regio 4: 3 oktober 2001)
- The Complete Second Season (Regio 1: 6 augustus 2002 / Regio 2: 8 juli 2002 / Regio 4: 23 juli 2002)
- The Complete Third Season (Regio 1: 26 augustus 2003 / Regio 2: 6 oktober 2003 / Regio 4: 11 november 2003)
- The Complete Fourth Season (Regio 1: 15 juni 2004 / Regio 2: 2 augustus 2004 / Regio 4: 24 augustus 2004)
- The Complete Fifth Season (Regio 1: 21 december 2004 / Regio 2: 2 maart 2005 / Regio 4: 21 maart 2005)
- The Complete Sixth Season (Regio 1: 16 augustus 2005 / Regio 2: 17 oktober 2005 / Regio 4: 28 september 2005)
- The Complete Seventh Season (Regio 1: 13 december 2005 / Regio 2: 30 januari 2006 / Regio 4: 29 maart 2006)
- The Complete Eighth Season (Regio 1: 15 augustus 2006 / Regio 2: 2 oktober 2006 / Regio 4: 27 september 2006)
- The Complete Ninth Season (Regio 1: 19 december 2006 / Regio 2: 29 januari 2007 / Regio 4: 21 maart, 2007)

Individuele DVDs
- Film Festival (2002) (alleen regio’s 2 en 4)
- Backstage Pass (2003) (alleen regio’s 2 en 4)
- The Simpsons Treehouse of Horror (September 2003) (Regio’s 1, 2 en 4)
- Christmas with the Simpsons (Oktober 2003) (Regios 1, 2 en 4)
- The Simpsons Gone Wild (September 2004) (Regio’s 1, 2 en 4)
- The Simpsons Christmas 2 (November 2004) (Regio’s 1, 2 en 4)
- Bart Wars (Mei 2005) (enkel regio)
- Around the World in 80 D'Oh's (Mei 2005) (alleen regio’s 2 en 4)
- Gone Wild (2004) (Regio’s 1, 2 en 4 only)
- Kiss and Tell: The Story of Their Love (Februari 2006) (Regio’s 1, 2 en 4)

The Simpsons—Classics (enkel in Regio 2 (IE/UK) en Regio 4 (Australië).
- Bart Wars (September 2003)
- Dark Secrets of The Simpsons (September 2003)
- Greatest Hits (September 2003)
- Too Hot for TV (September 2003)
- The Simpsons Go to Hollywood (September 2003)
- Heaven and Hell (Augustus 2004)
- On Your Marks, Get Set, D'Oh! (Augustus 2004)
- Sex, Lies and The Simpsons (Augustus 2004)
- The Simpsons Against the World (Augustus 2004)
- The Simpsons.com (August 2004)
- Crime and Punishment (April 2005)
- The Last Temptation of Homer (April 2005)
- Raiders of the Lost Fridge (April 2005)
- Springfield Murder Mysteries (April 2005)
- Viva Los Simpsons (April 2005)

## Tijdschriften
- Simpsons Illustrated

## Muziek
- The Simpsons Sing the Blues (1990)
- Songs in the Key of Springfield (1997)
- The Yellow Album (1998)
- Go Simpsonic with The Simpsons (1999)

## Flipperkasten
- The Simpsons—Data East Pinball (1990)
- The Simpsons Pinball Party—Stern Pinball (2003)

## Posters
Veel posters met de personages uit de serie zijn wereldwijd te koop. Een van de bekendste posters bevat alle personages die ooit in de serie hebben meegedaan. Veel posters zijn parodieën op bekende afbeeldingen zoals een poster waarop Homer al schreeuwend staat afgebeeld op dezelfde manier als het schilderij The Scream.

## Actiefiguurtjes
Er bestaan tevens veel actiefiguurtjes van de personages uit de serie. Verder zijn er speelgoedmodellen van de auto’s uit de serie en bekende omgevingen zoals het kantoor van schoolhoofd Skinner.
In 1999 bracht Playmates Toys een serie actiefiguurtjes uit onder de naam "World of Springfield". Dit was een van de grootste series van Simpsons actiefiguurtjes ooit gemaakt.
Homer Simpson · Marge Simpson · Bart Simpson · Lisa Simpson · Maggie Simpson · Abraham Simpson · Patty en Selma Bouvier · Jacqueline Bouvier · Mona Simpson · Santa's Little Helper · Snowball II · Familie Bouvier
Jasper Beardley · Comic Book Guy · Eddie en Lou · Maude Flanders · Ned Flanders · Professor Frink · Barney Gumble · Julius Hibbert · Lionel Hutz · Eerwaarde Lovejoy · Kapitein Horatio McCallister · Hans Moleman · Bleeding Gums Murphy · Apu Nahasapeemapetilon · Mayor Joe Quimby · Dr. Nick Riviera · Agnes Skinner · Cletus Spuckler · Squeaky Voiced Teen · Disco Stu · Moe Szyslak · Kirk Van Houten · Luann Van Houten · Chief Clancy Wiggum
Gary Chalmers · Rod en Todd Flanders · Jimbo Jones · Kearney · Edna Krabappel · Otto Mann · Nelson Muntz · Martin Prince · Seymour Skinner · Milhouse Van Houten · Ralph Wiggum · Groundskeeper Willie · andere studenten
Montgomery Burns · Carl Carlson · Lenny Leonard · Waylon Smithers
Itchy en Scratchy · Kent Brockman · Krusty de Clown · Troy McClure · Rainier Wolfcastle · Radioactive Man
Snake · Kang & Kodos · Sideshow Bob · Fat Tony
Treehouse of Horror
Bart vs. the World · Bart Simpson's Escape from Camp Deadly · The Simpsons Arcadespel · Bart vs. the Space Mutants · Bart's House of Weirdness ·Bart vs. The Juggernauts · Krusty's Fun House · Bartman Meets Radioactive Man · Bart's Nightmare · The Itchy and Scratchy Game · Virtual Bart · Bart and the Beanstalk · Itchy & Scratchy in Miniature Golf Madness · Cartoon Studio · Virtual Springfield · Night of the Living Treehouse of Horror · Bowling · Wrestling · Road Rage · Skateboarding · Hit & Run · The Simpsons Game · The Simpsons: Tapped Out
The Simpsons · The Simpsons Pinball Party
Strips: Simpsons Comics · Bart Simpson serie · Itchy & Scratchy Comics · Bart Simpson's Treehouse of Horror · Futurama/Simpsons Infinitely Secret Crossover Crisis
Tijdschrift: Simpsons Illustrated
Boeken: Bart Simpson's Guide to Life · Family Album · Library of Wisdom · Complete Guides · Planet Simpson · The Simpsons and Philosophy
Actiefiguurtjes: World of Springfield
The Simpsons Movie
Bankgrap ·
Canyonero · 
D'oh! · 
Duff Beer · 
Schoolbordgrap · 